# Heritage Foundation
The Heritage Foundation er en konservativ tænketank, der blev grundlagt i 1973 og holder til i Washington D.C..
Tænketankens erklærede formål er at formulere og promovere konservativ politik baseret på principperne om det private initiativ. The Heritage Foundation ønsker at begrænse staten og øge individuel frihed, traditionelle amerikanske værdier og et stærkt nationalt forsvar.
Danskeren Helle Dale arbejder i The Heritage Foundation som ekspert i udenrigspolitik og har blandt andet optrådt i DR's aktualitetsprogram Horisont. Hun beskæftiger sig særligt med amerikansk udenrigspolitik, forsvarspolitik og nationale sikkerhedsspørgsmål. Hun har desuden blogget for Politiken.